# 保羅已死
“保羅已死”（"Paul is dead"）是一個不實的都市傳奇和陰謀論，暗示英國搖滾樂隊披頭四樂隊的主唱之一保羅·麥卡尼在1966年去世，偷偷用外貌類似的替身代替。
在1969年9月，美國大學生發表文章，聲稱麥卡尼已死亡的線索可以在披頭四唱片的歌詞和藝術品中被發現。尋找線索在幾週內已經成為一種國際現象。
在1969年11月，《生活雜誌》發表了一篇麥卡尼的採訪，令謠言消失。
在流行文化中偶爾會提到此謠言，包括麥卡尼本人1993年的現場專輯《Paul Is Live》的封面模仿披頭四的專輯《艾比路》那個充滿線索的封面。

## 初期
1967年1月，麥卡尼發生交通事故後，在倫敦開始流傳在該場車禍中死亡的謠言。同年，在愛好者雜誌《The Beatles Book》的二月號提到此謠言。在披頭四剛剛發布了他們的專輯《艾比路》的1969年秋天，也就是解散前。當時麥卡尼在公開場合的時間很少，他在蘇格蘭與他的新妻子琳達·麥卡尼度過大多時間，思考即將來臨的單飛生涯。
1969年9月17日，德雷克大學在愛荷華州的校刊刊登了一篇題為“披頭士樂隊成員保羅·麥卡尼死了嗎？”這謠言並包括無數來自披頭四專輯的線索，包括在「白色專輯」"Revolution 9"中倒轉播放可聽到 "turn me on, dead man"（讓我快樂，死人）該消息被報導後，在同年10月11日，披頭四新聞發言人德里克·泰勒回應闢謠說：「最近我們已經得到洪水般多問題，提到報導稱保羅已死。我們被問到很多類似的問題，在過去幾週，我們甚至接到從唱片技師和其他在美國的辦公室打來的電話。」

## 民意調查
2013年4月2日，根據一家專門分析政治動向的美國機構 — 公共政策民調基金會所做的調查顯示，有5%的美國民眾投票認為，保羅·麥卡尼已死於1966年。